# Baigts-de-Béarn
Baigts-de-Béarn település Franciaországban, Pyrénées-Atlantiques megyében. Lakosainak száma 867 fő (2022. január 1.). Baigts-de-Béarn Ramous, Ossages, Bérenx, Orthez, Saint-Boès, Saint-Girons-en-Béarn és Salles-Mongiscard községekkel határos.

## Népesség
A település népességének változása:
| Lakosok száma | 842  | 869  | 900  | 876  | 870  | 865  | 866  | 870  | 867  |
|               | 2013 | 2015 | 2016 | 2017 | 2018 | 2019 | 2020 | 2021 | 2022 |